# CCDC55
La proteína 55 que contiene el dominio en espiral es una proteína que en humanos está codificada por el gen CCDC55.